# Campionato nordamericano femminile di pallavolo 2007
Il XX campionato nordamericano femminile di pallavolo si è svolto dal 17 al 22 settembre 2007 a Winnipeg, in Canada. Al torneo hanno partecipato 8 squadre nazionali nordamericane e la vittoria finale è andata per la tredicesima volta a Cuba.

## Gironi
| Girone A                          | Girone B                                              |
| --------------------------------- | ----------------------------------------------------- |
| Canada Costa Rica Cuba Porto Rico | Rep. Dominicana Messico Stati Uniti Trinidad e Tobago |

## Fase finale

### Finali 1º e 3º posto
|  | Quarti          | Quarti          |        |                 | Semifinale         | Semifinale         |  |  | Finale 1º/2º posto | Finale 1º/2º posto |
|  |                 |                 |        |                 |                    |                    |  |  |                    |                    |
|  |                 |                 |        |                 |                    |                    |  |  |                    |                    |
|  |                 |                 |        |                 |                    |                    |  |  |                    |                    |
|  | Porto Rico      | 0               |        |                 |                    |                    |  |  |                    |                    |
|  | Porto Rico      | 0               |        |                 |                    |                    |  |  |                    |                    |
|  | Rep. Dominicana | 3               |        |                 |                    |                    |  |  |                    |                    |
|  | Rep. Dominicana | 3               | Cuba   | 3               |                    |                    |  |  |                    |                    |
|  |                 |                 | Cuba   | 3               |                    |                    |  |  |                    |                    |
|  |                 | Rep. Dominicana | 0      |                 |                    |                    |  |  |                    |                    |
|  | -               | Rep. Dominicana | 0      | -               |                    |                    |  |  |                    |                    |
|  | -               |                 |        | -               |                    |                    |  |  |                    |                    |
|  | -               |                 |        |                 |                    |                    |  |  |                    |                    |
|  | Stati Uniti     | 2               |        |                 |                    |                    |  |  |                    |                    |
|  | Stati Uniti     | 2               |        |                 |                    |                    |  |  |                    |                    |
|  |                 | Cuba            | 3      |                 |                    |                    |  |  |                    |                    |
|  | Canada          | Cuba            | 3      | 3               |                    |                    |  |  |                    |                    |
|  | Canada          |                 |        | 3               |                    |                    |  |  |                    |                    |
|  | Messico         | 0               |        |                 |                    |                    |  |  |                    |                    |
|  | Messico         | 0               | Canada | 0               | Finale 3º/4º posto | Finale 3º/4º posto |  |  |                    |                    |
|  |                 |                 | Canada | 0               | Finale 3º/4º posto | Finale 3º/4º posto |  |  |                    |                    |
|  |                 | Stati Uniti     | 3      |                 |                    |                    |  |  |                    |                    |
|  | -               | Stati Uniti     | 3      | -               | Canada             | 2                  |  |  |                    |                    |
|  | -               |                 |        | -               | Canada             | 2                  |  |  |                    |                    |
|  | -               | -               |        | Rep. Dominicana | 3                  |                    |  |  |                    |                    |
|  | -               | -               |        |                 | 3                  |                    |  |  |                    |                    |
|  |                 |                 |        |                 |                    |                    |  |  |                    |                    |
|  |                 |                 |        |                 |                    |                    |  |  |                    |                    |

### Finali 5º e 7º posto
|  | 5º posto - 8º posto | 5º posto - 8º posto | 5º posto - 8º posto |         |            | Finale 5º/6º posto | Finale 5º/6º posto | Finale 5º/6º posto |  |
|  |                     |                     |                     |         |            |                    |                    |                    |  |
|  | Messico             | Messico             | 3                   |         |            |                    |                    |                    |  |
|  | Messico             | Messico             | 3                   |         |            |                    |                    |                    |  |
|  | Costa Rica          | Costa Rica          | 1                   |         |            |                    |                    |                    |  |
|  | Costa Rica          | Costa Rica          | 1                   |         | Porto Rico | Porto Rico         | 3                  |                    |  |
|  |                     |                     |                     |         | Porto Rico | Porto Rico         | 3                  |                    |  |
|  |                     |                     | Messico             | Messico | 0          |                    |                    |                    |  |
|  | Porto Rico          | Porto Rico          | Messico             | Messico | 0          | 3                  |                    |                    |  |
|  | Porto Rico          | Porto Rico          |                     |         |            | 3                  |                    |                    |  |
|  | Trinidad e Tobago   | Trinidad e Tobago   | 0                   |         |            | Finale 7º/8º posto | Finale 7º/8º posto | Finale 7º/8º posto |  |
|  | Trinidad e Tobago   | Trinidad e Tobago   | 0                   |         |            |                    |                    |                    |  |
|  |                     |                     |                     |         |            |                    |                    |                    |  |
|  |                     |                     |                     |         |            | Costa Rica         | Costa Rica         | 3                  |  |
|  |                     |                     |                     |         |            | Costa Rica         | Costa Rica         | 3                  |  |
|  |                     |                     |                     |         |            | Trinidad e Tobago  | Trinidad e Tobago  | 0                  |  |

## Podio

### Campione
Formazione: 1 Yumilka Ruiz, 2 Yanelis Santos, 3 Nancy Carrillo, 4 Yenisei González, 6 Daimí Ramírez, 8 Yaima Ortíz, 10 Yusleinis Herrera, 12 Rosir Calderón, 14 Kenia Carcaces, 15 Yusidey Silié, 17 Gyselle Silva, 18 Zoila Barros, CT: Antonio Perdomo

### Secondo posto
Formazione: 1 Ogonna Nnamani, 2 Danielle Scott, 3 Tayyiba Haneef, 4 Lindsey Berg, 5 Sarah Drury, 7 Heather Bown, 8 Katherine Wilkins, 9 Jennifer Joines, 11 Robyn Ah Mow, 13 Kathleen Olsovsky, 15 Nicole Davis, 18 Cassandra Busse, CT: Lang Ping

### Terzo posto
Formazione: 3 Lisvel Eve, 4 Sidarka Núñez, 5 Brenda Castillo, 6 Carmen Caso, 8 Gina Del Rosario, 10 Milagros Cabral, 11 Iris Santos, 13 Cindy Rondón, 14 Jeoselyna Rodríguez, 15 Cosiri Rodríguez, 18 Bethania de la Cruz, CT: Beato Miguel Cruz

## Classifica finale
| Classifica | Squadre           | Qualificazione       |
| ---------- | ----------------- | -------------------- |
|            | Cuba              | Coppa del Mondo 2007 |
|            | Stati Uniti       | Coppa del Mondo 2007 |
|            | Rep. Dominicana   |                      |
| 4          | Canada            |                      |
| 5          | Porto Rico        |                      |
| 6          | Messico           |                      |
| 7          | Costa Rica        |                      |
| 8          | Trinidad e Tobago |                      |